# Matteo Rosselli
Matteo Rosselli (Firenze, 8 agosto 1578 – Firenze, 18 gennaio 1650) è stato un pittore italiano.

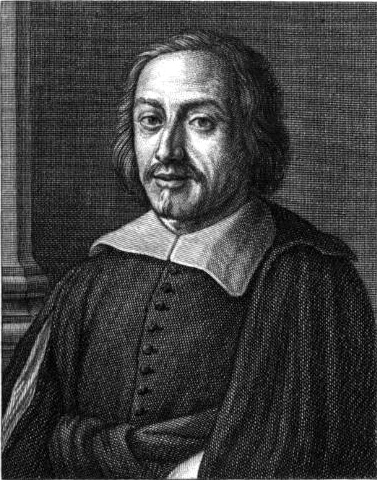
Matteo Rosselli

Fu il principale diffusore a Firenze dello stile della Controriforma, e godette di prestigio e autorevolezza per la sua integrità morale, che ne fece uno dei principali punti di riferimento per molti dei giovani della generazione successiva, ovvero i maggiori artisti del Seicento fiorentino (Giovanni da San Giovanni, Francesco Furini, Jacopo Vignali, Domenico Pugliani, Lorenzo Lippi, Giovan Battista Vanni, Volterrano, Stefano Della Bella, Mario Balassi e altri).
La principale fonte sulla biografia del pittore è la Vita che gli dedicò l'amico Filippo Baldinucci, che ne era stato allievo in gioventù. Oltre ai ricordi personali, attinse le notizie da un "libretto" presso gli eredi dell'artista in cui erano state annotate tutte le pitture fino al 1635. Di lui scrisse anche Luigi Lanzi, indicandolo come una figura cardine da cui era dipeso il preservarsi della tradizione fiorentina del ‘buon fresco’. 

## Biografia

### Origini e formazione

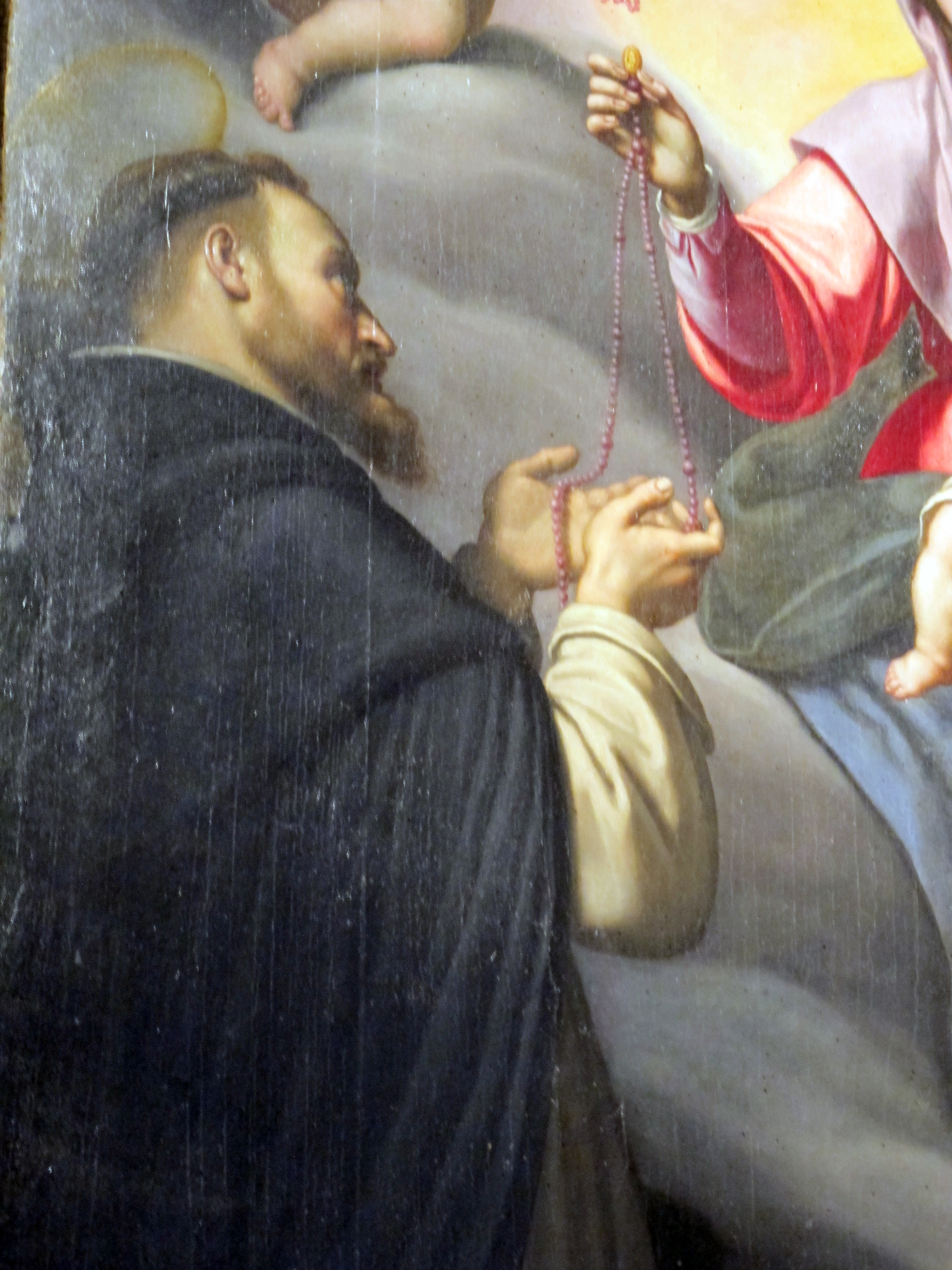
Madonna del rosario e santi (dettaglio), 1609, pieve del castello di Montemurlo

Figlio di Alfonso Rosselli e di Elena Coppi, nacque in una famiglia numerosa e benestante abitante il Popolo di Santo Stefano al Ponte. A nove anni fu raccomandato dal padre alle cure artistiche di Gregorio Pagani, che lo indirizzò allo studio delle opere di Andrea del Sarto, e dei maggiori disegnatori attivi allora a Firenze, quali il Cigoli, Passignano Cristofano Allori e Santi di Tito. Presto acquistò quelle competenze pittoriche che gli permisero di diventare il braccio destro dell'artista, rimanendo al suo fianco anche dopo l'immatricolazione all'Accademia delle arti del disegno (26 febbraio 1600). 
Nel 1602-1603 Pagani lo mandò a Roma assieme al Passignano, dove si trattenne sei mesi lavorando a fianco del maestro alla perduta pala per la basilica Vaticana. Con l'occasione poté vedere e studiare le opere di Raffaello e di Polidoro da Caravaggio, ma la morte del padre lo richiamò anzitempo a Firenze. 
Alla morte del maestro, nel 1605, ne ereditò la bottega, concludendo numerose pale incompiute: Nozze di Cana, Pistoia, Museo civico; Adorazione dei pastori in collezione privata; un perduto San Giovanni per Michelangelo Buonarroti il Giovane. Fu proprio il Buonarroti a prendere il Rosselli sotto la sua protezione, facendogli fare la sua prima opera nota conosciuta, probabilmente i  Quattro Dottori della Chiesa e san Tommaso d’Aquino (1608) passata nel 2009 in asta nel mercato inglese e destinata al cardinale Lorenzo Magalotti a Roma, che vi appare ritratto. 
Nel 1607 e nel 1609 inoltre datò rispettivamente un'Adorazione dei Magi già in Santa Maria del Portico al Galluzzo e Madonna del Rosario e santi nella pieve di San Giovanni Decollato a Montemurlo, che mostrano la raggiunta indipendenza come esecutore di grandi pale d'altare.

### Affermazione

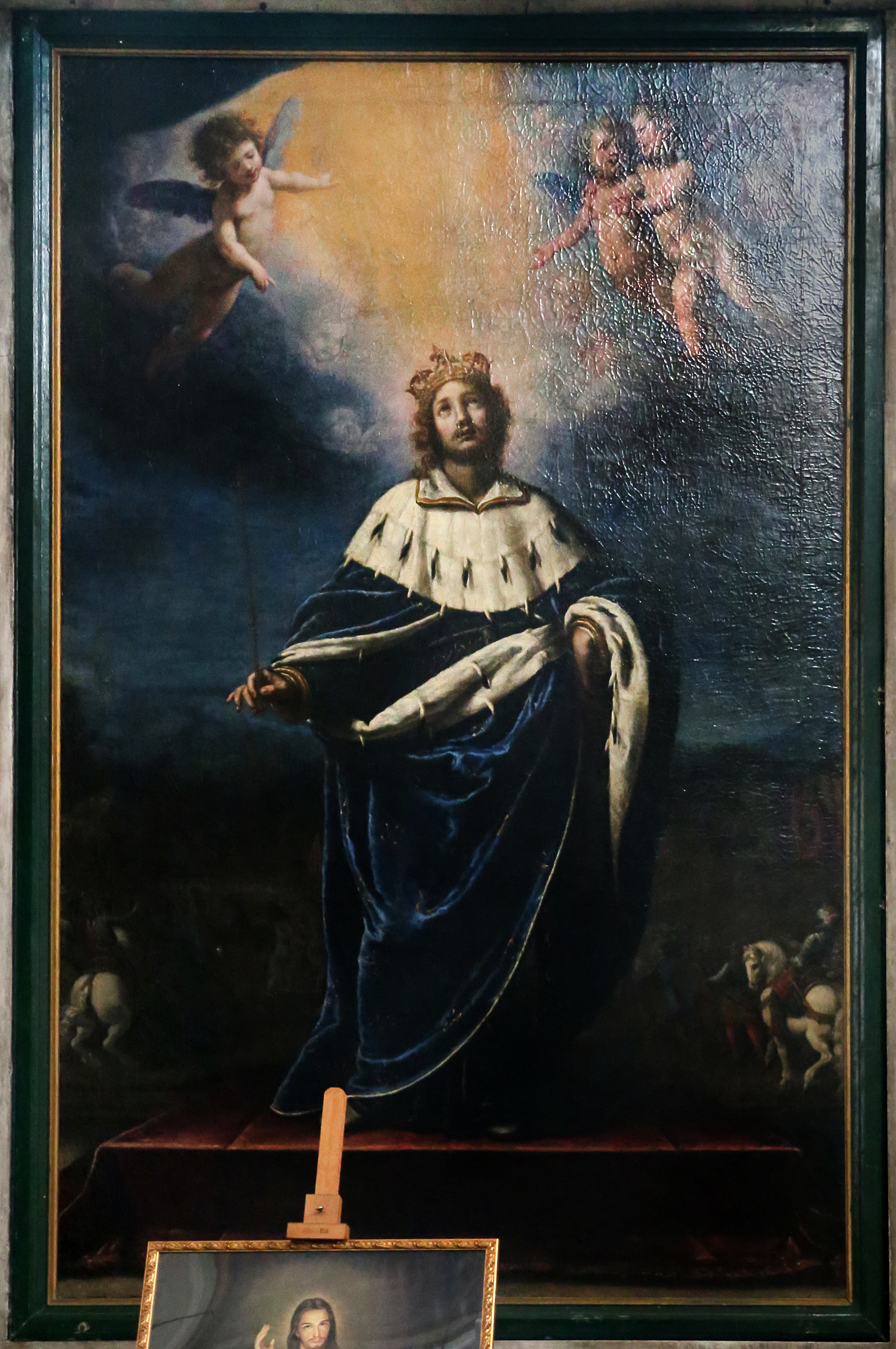
San Luigi di Francia, 1613-14, Chiesa della Madonna (Livorno)

Dal 1608 entrò nell'orbita medicea, realizzando alcuni apparati per le nozze del futuro Cosimo II de' Medici con Maria Maddalena d'Austria e per le esequie di Enrico IV di Francia nella basilica di San Lorenzo (1610). Lo stesso Cosimo divenne un suo estimatore, visitandone spesso anche la bottega, come ricorda il Baldinucci. 
Con il crescere della sua notorietà, iniziò ad essere richiesto dagli ordini religiosi, quale valido interprete delle istanze controriformate. 
Nel 1611 visitò forse Venezia, dove arricchì la propria materia cromatica dal confronto con la scuola veneta. Opere di questo periodo sono l'Immacolata Concezione tra i santi Filippo Benizzi e Giuliana Falconieri (1612, già nella cappella Falconieri alla Santissima Annunziata e oggi nei depositi di San Salvi) o il San Luigi di Francia (1613, per l’altare della Nazione francese nella chiesa della Madonna del Carmine a Livorno), caratterizzate da un impianto solenne e dalla ricerca di figure idealizzate, senza tempo. 
Dal 1614 la sua è una fiorente bottega, da cui uscirono, tra le varie opere, la Gloria di san Carlo Borromeo (1616, chiesa di San Carlo dei Lombardi, Firenze), dalla trionfale carica controriformistica, il Martirio di sant'Andrea (1620, Ognissanti, Firenze) e, più tardi, la Trasfigurazione di san Nicola da Tolentino (1647-48, Firenze, depositi delle Gallerie fiorentine), che sembrano scandire la creazione di un linguaggio fatto di icone-simbolo del cattolicesimo postridentino.

### Collaborazioni

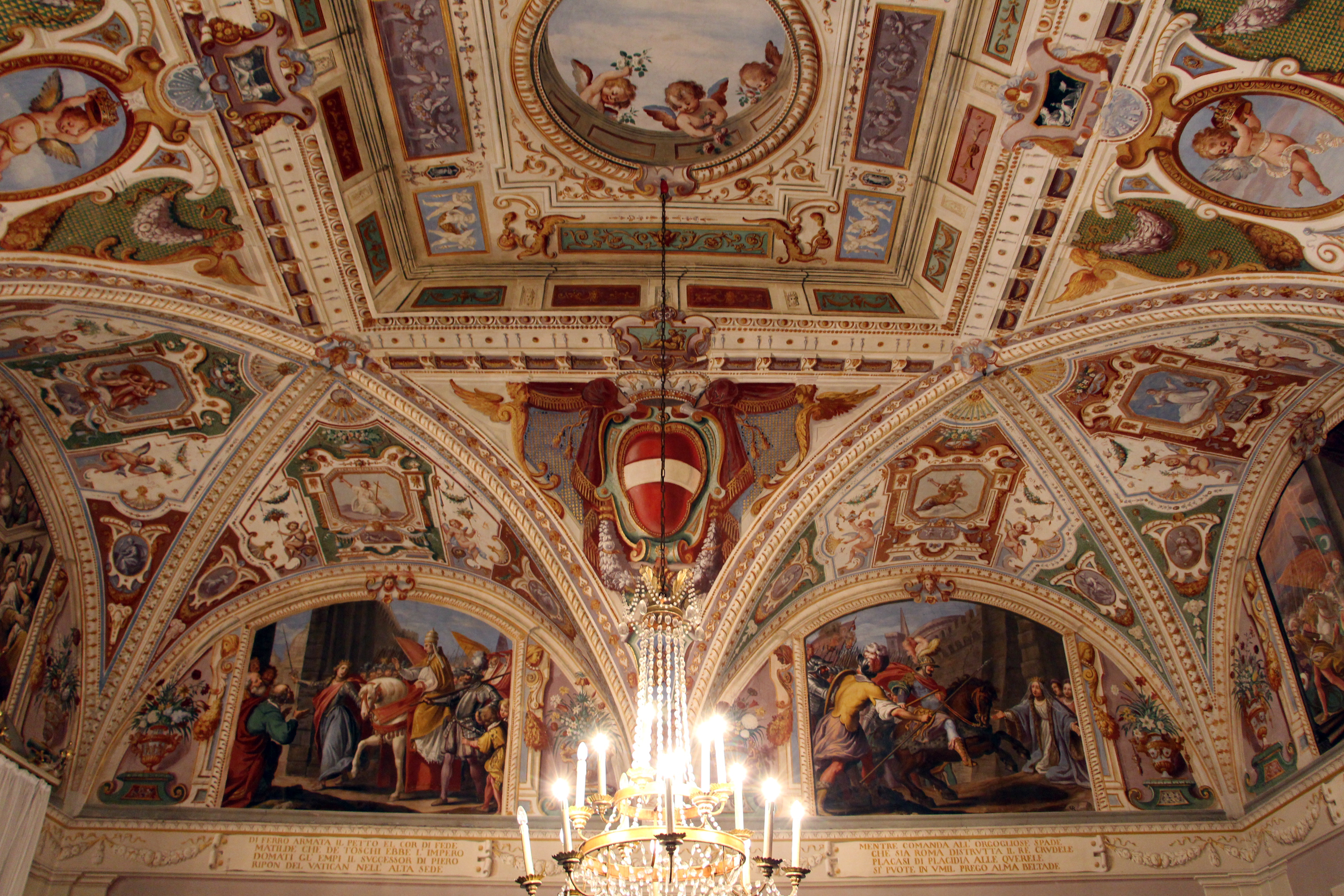
La volta della sala delle Udienze al Poggio Imperiale, Firenze

Tra il 1614 e il 1618 fu chiamato a decorare quattro lunette nel chiostro Grande della Santissima Annunziata, tutte firmate e datate, e in due casi documentate anche attraverso modelli a olio in collezione privata. In questo ciclo si nota il potenziamento dei mezzi espressivi della sua arte, con un gusto narrativo e ricco di dettagli che ben si armonizza con lo stile degli altri colleghi affermati che comparteciparono all'impresa: Bernardino Poccetti, Ventura Salimbeni e Donato Mascagni.
Nel 1615 iniziò il sodalizio artistico con Fabrizio Boschi, fratello dell'orefice Giovan Battista che aveva sposato sua sorella Margherita. Insieme affrescarono il distrutto coro della chiesa di San Pier Maggiore, la cappella Usimbardi in Santa Trinita (1619), e presero poi parte all'impresa collettiva della decorazione della Galleria di Casa Buonarroti per Michelangelo Buonarroti il Giovane (suoi la tela con Michelangelo erige i bastioni sulla collina di San Miniato e, nel 1627-28, alcuni monocromi, oltre gli affreschi dello studio, 1637).
Nel 1618 inoltre fu tra i decoratori degli armadi della cappella delle Reliquie a palazzo Pitti e, nel 1619-20, della facciata del palazzo Dell'Antella in piazza Santa Croce, sovrinteso dal più giovane Giovanni da San Giovanni.
Queste imprese lo misero in buona luce presso la corte medicea, tanto che a partire dal 1619 fu proprio a un'équipe di pittori da lui guidata che furono affidate le decorazioni negli appartamenti della villa del Poggio Imperiale, nel Casino di San Marco e nella volta della sala della Stufa a palazzo Pitti, opere in cui si alternò a più riprese fino al 1623. Si tratta soprattutto di lunette e di figure inserite in serrati spartiti decorativi, caratterizzate da un gusto narrativo minuto, legato ancora agli ultimi echi cinquecentisti.

### Maturità

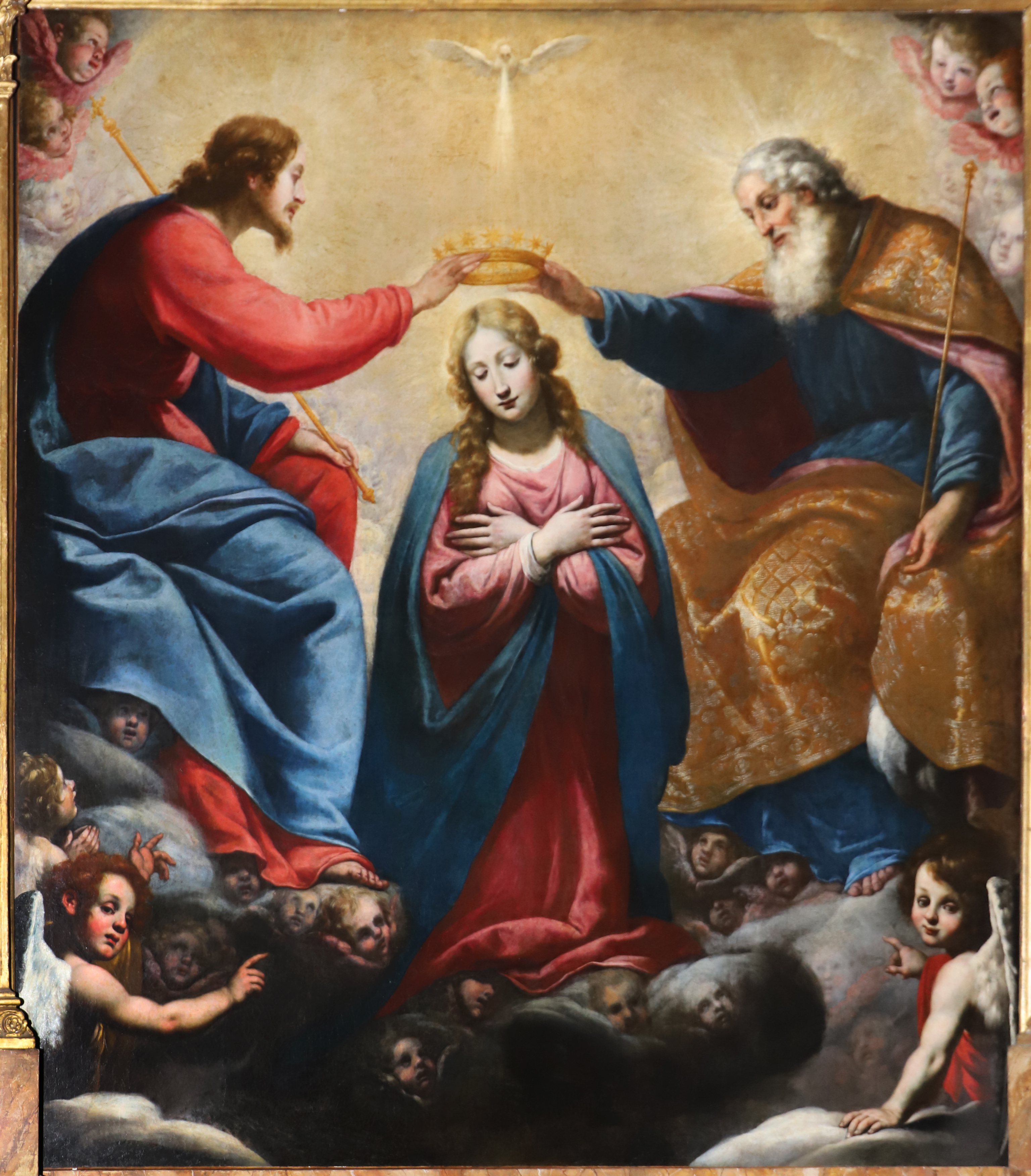
Incoronazione della Vergine, 1624, Santa Maria Maddalena de' Pazzi, Firenze

Nel 1623 decorò ad affresco la cappella Del Palagio nella Santissima Annunziata, opera tuttora scarsamente leggibile per via della sporcizia, ma recuperabile come dimostrano i saggi di restauro eseguiti. Si tratta tuttavia dell'opera che inaugura la sua fase matura, con le grandi figure degli Evangelisti e delle Virtù di san Nicola, titolare della cappella (Fortezza, Sapienza, Prudenza e Liberalità), caratterizzate da una maggiore fluidità coniugata a un registro più monumentale.
In questo periodo, assai intenso sotto il profilo professionale, dimostrò tutta la sua versatilità realizzando opere di grandi dimensioni per le committenze religiose fiorentine, toscane e non solo (a dimostrare l'allargarsi della sua fama), e per alcuni raffinati committenti privati, spaziando dai temi biblici a quelli storico letterari. Si ricordano, in particolare, un Trionfo di David per il cardinale Carlo de' Medici (1620, Galleria Palatina), un San Pietro che risana uno storpio (1622, pieve di Marti), la Semiramide (1622-25, villa della Petraia, già nella sala delle Udienze al Poggio Imperiale), l'Incoronazione della Vergine (1624, Santa Maria Maddalena de' Pazzi), San Benedetto e le sante Apollonia e Caterina da Siena (1625, santuario di Santa Maria della Querce a Lucignano), il Congedo di san Paolo (1626, duomo di Volterra) e la Pietà (1627) spedita alla chiesa di San Vincenzo a Modena. 
Nel 1627 lavorò per i Domenicani osservanti di San Marco a Firenze, realizzando una lunetta nel chiostro di Sant'Antonino (Transito di sant'Antonino), a cui seguì anni dopo anche una pala nella loro chiesa (Immagine di san Domenico di Soriano, 1640).

### Echi barocchi

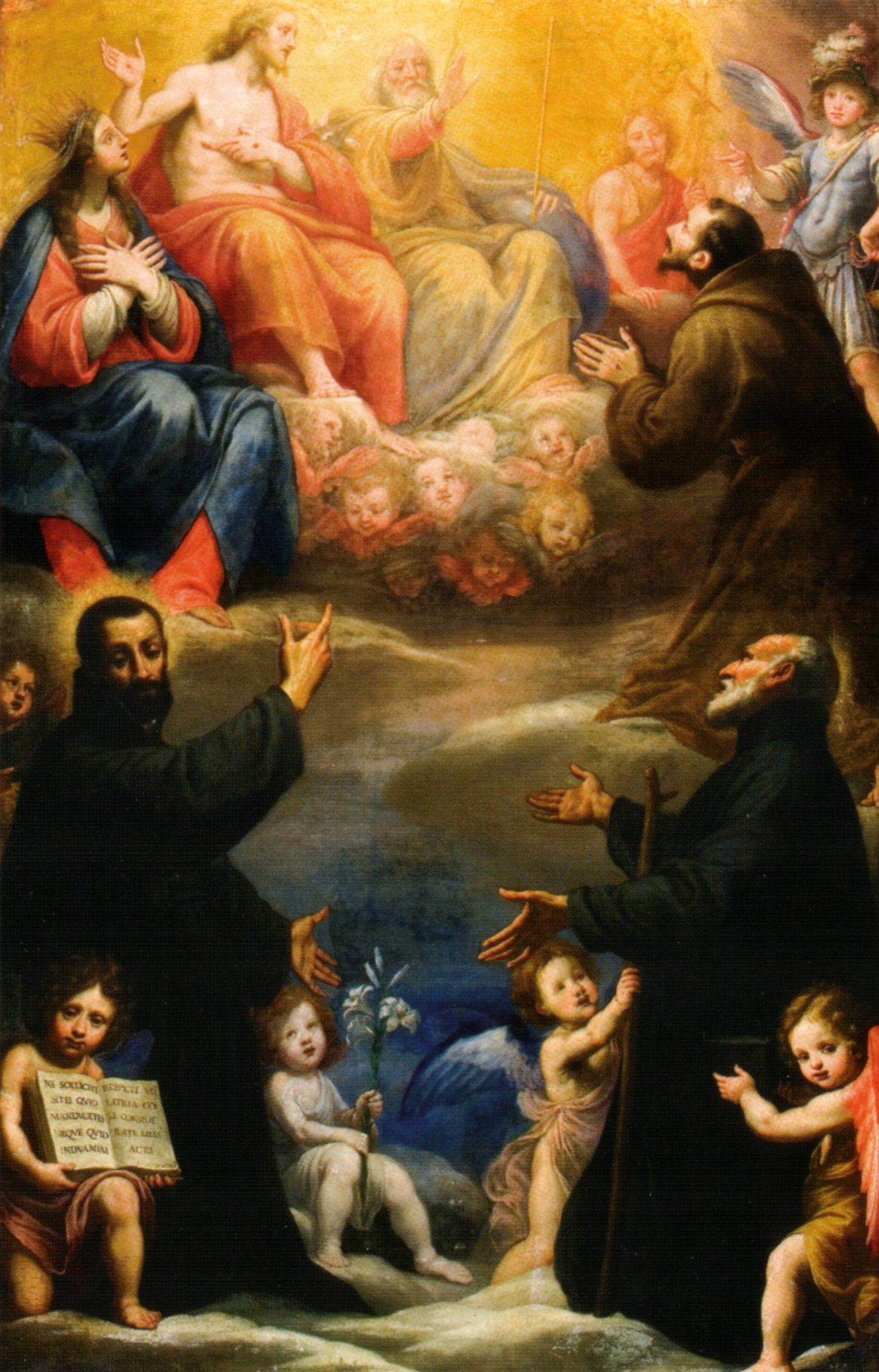
I santi Gaetano di Thiene, Andrea Avellino, Francesco d'Assisi adoranti la Trinità, la Madonna, San Giovanni Battista e San Michele Arcangelo, 1640, Santi Michele e Gaetano, Firenze

Divenuto ormai uno dei pittori più richiesti sulla scena fiorentina, la cui bottega era ormai capace di imporre un preciso stile alle rappresentazioni attraverso il numeroso gruppo di dotati allievi, il nuovo decennio si aprì con una serie di lavori alla chiesa di San Gaetano, commissionati dalla famiglia Bonsi. Decorò la cappella della Natività (1631-32), a cui seguì un decennio dopo la cappella di Sant'Elena (1644), in cui si nota lo scarto verso una maggiore solennità e monumentalità d'impianto prodotto dal confronto con l'arrivo a Firenze di Pietro da Cortona. 
All'intonazione semplice e domestica di opere degli anni trenta, come la Vergine che porge il Bambino a san Francesco (1634, Santa Maria Maggiore) o i due Cenacoli ancora cigoleschi (convento di Santa Maria degli Angiolini, 1631, e santuario di Montesenario, 1634), si va sostituendo ormai un gusto più teatrale e coinvolgente, alla ricerca di una maggiore fluidità, come nella tela dei Santi Gaetano da Thiene, Andrea Avellino e Francesco (1640, chiesa di San Gaetano), nell'affresco del Cristo nell’orto degli ulivi (per la Compagnia di San Benedetto Bianco, di cui era confratello) o nella Madonna del Rosario del Duomo di Pietrasanta, tra le ultime opere da lui dipinte.
Il Baldinucci riporta alcune vicissitudini familiari, che turbarono la sua vecchiaia: mai sposatosi, sperava di affidare la propria bottega a uno dei nipoti nati dall'unione di sua sorella Margherita con il fratello di Fabrizio Boschi: il maggiore però, Alberto, voleva seguire le orme dello zio ma morì giovanissimo a Roma dove era andato per studiare disegno; altri due, Filippo e Domenico, morirono che erano ancora bambini; il quarto, Francesco, non si interessava all'arte e l'ultimo, Giacinto, si fece monaco.
La disperazione di non poter trasmettere a nessun parente la sua arte, secondo il Baldinucci, lo trascinò lentamente nella depressione che lo accompagnò fino alla morte. Venne sepolto nella chiesa di San Marco a Firenze.

## Alcune opere
- Adorazione dei Magi, 1607, chiesa di San Ludovico, Montevarchi
- Assunzione, 1613, chiesa di San Domenico (Pistoia)
- San Luigi dei Francesi, 1613-14, Chiesa della Madonna (Livorno)
- San Giuseppe e il Bambino, 1615-20, chiesa di San Pietro a Iolo, Iolo (Prato)
- Affreschi nella basilica della Santissima Annunziata, Firenze, 1616-22
- Affreschi nella villa di Poggio Imperiale, Firenze, 1619-23
- Tabenacolo di via Folco Portinari, 1619
- Affreschi a Palazzo Pitti, Firenze (volta e lunette della Sala della Stufa), 1622
- Madonna del Rosario tra santa Caterina e san Domenico, 1623, chiesa di San Francesco a Bonistallo, Poggio a Caiano (Prato)
- Trionfo di Davide, 1630, Louvre, Parigi
- Visitazione, 1631, chiesa dei Santi Michele e Gaetano, Firenze
- Pala della Natività, 1631, chiesa dei Santi Michele e Gaetano, Firenze
- Vergine che affida il Bambino a san Francesco, pala d'altare, 1634, chiesa di Santa Maria Maggiore (Firenze)
- I santi Gaetano di Thiene, Andrea Avellino, Francesco d'Assisi adoranti la Trinità, la Madonna, San Giovanni Battista e San Michele Arcangelo, 1640, chiesa dei Santi Michele e Gaetano, Firenze
- San Lorenzo che distribuisce i suoi beni ai poveri e risana un cieco, 1643, chiesa dei Santi Michele e Gaetano, Firenze
- Madonna con Bambino e san Giovannino, 1640 circa, Mosciano Sant'Angelo, chiesa di San Michele
- Estasi di San Filippo Neri, 1640, chiesa di San Filippo Neri, Castelfranco di Sopra
- Rinvenimento della santa Croce, 1644, chiesa dei Santi Michele e Gaetano, Firenze
- Madonna del Rosario, 1649, duomo di Pietrasanta
- Vergine e santi, chiesa di San Martino a Montughi, Firenze
- Adorazione dei Pastori, collezione privata, Firenze

## Galleria d'immagini

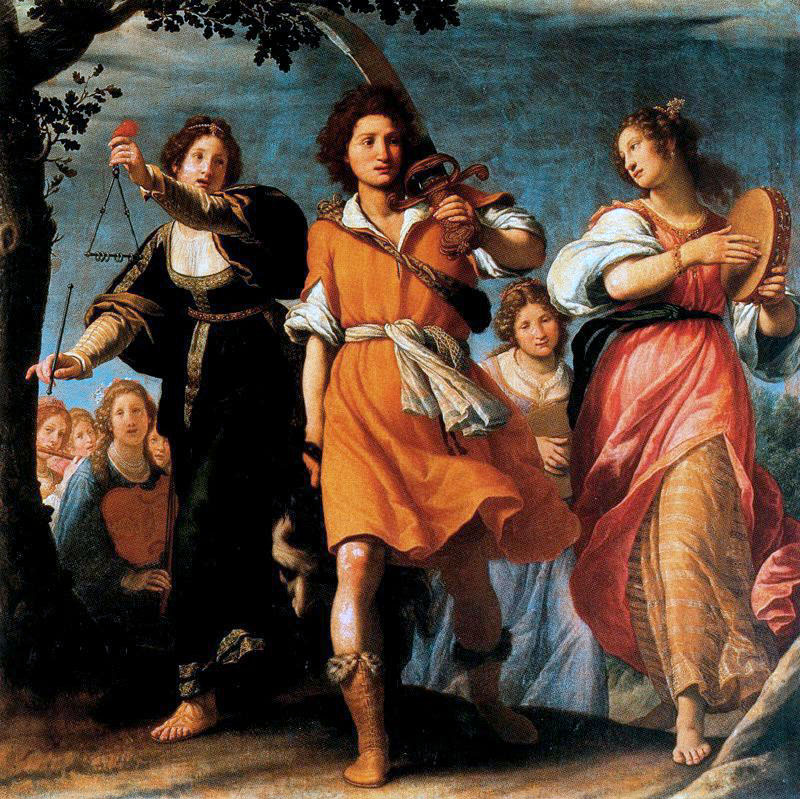
Trionfo di Davide
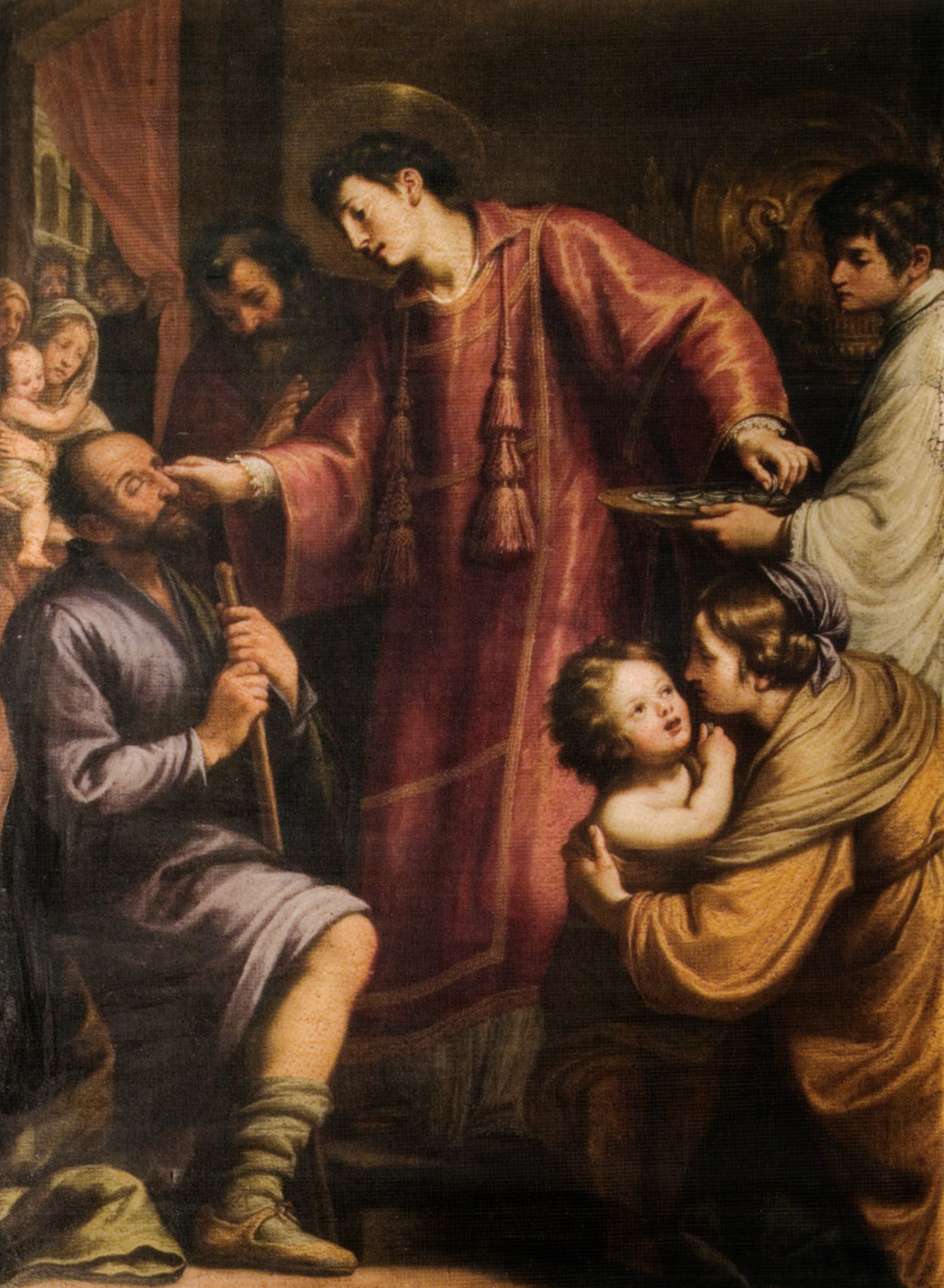
San Lorenzo che distribuisce i beni della chiesa ai poveri e risana un cieco
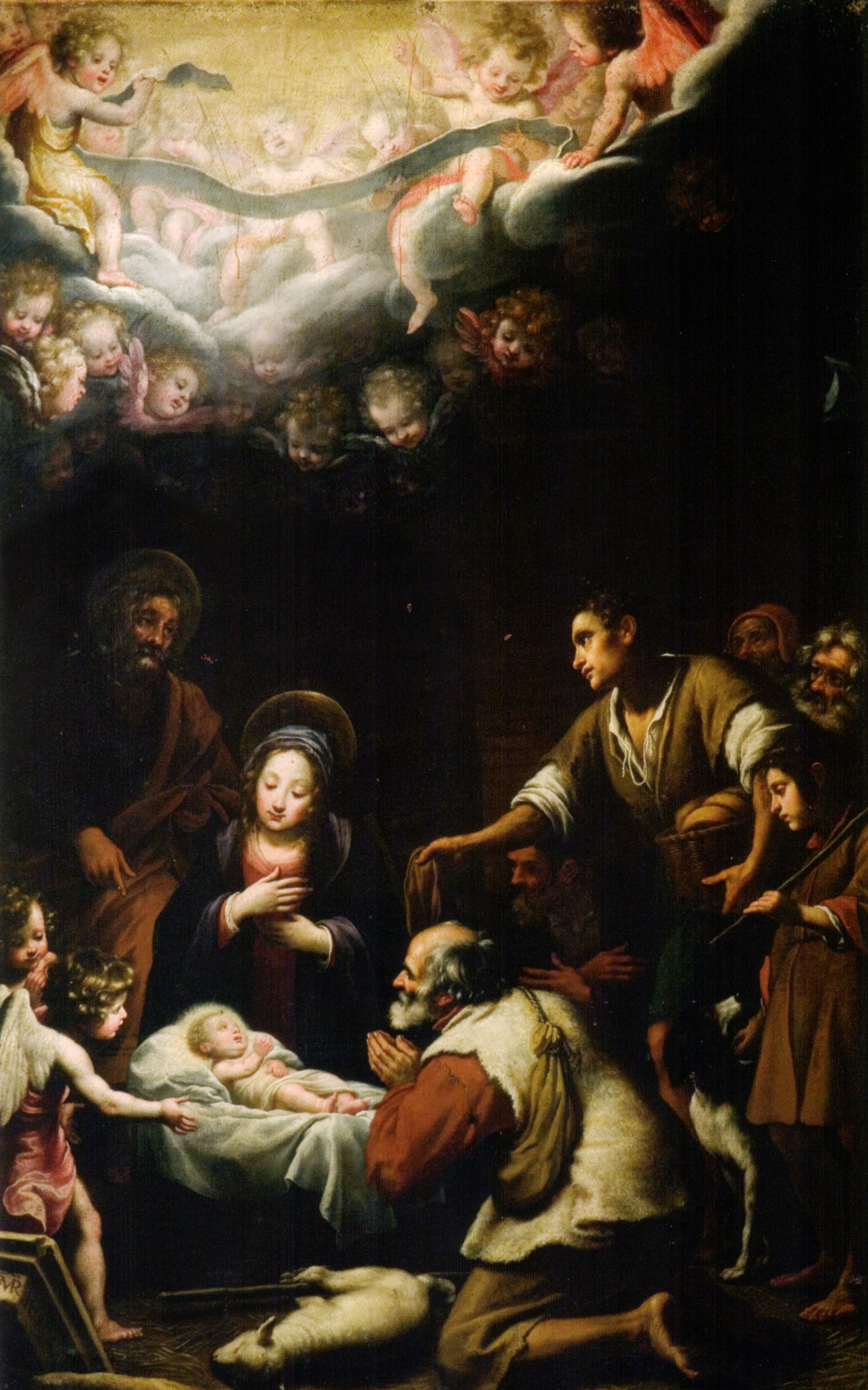
Natività
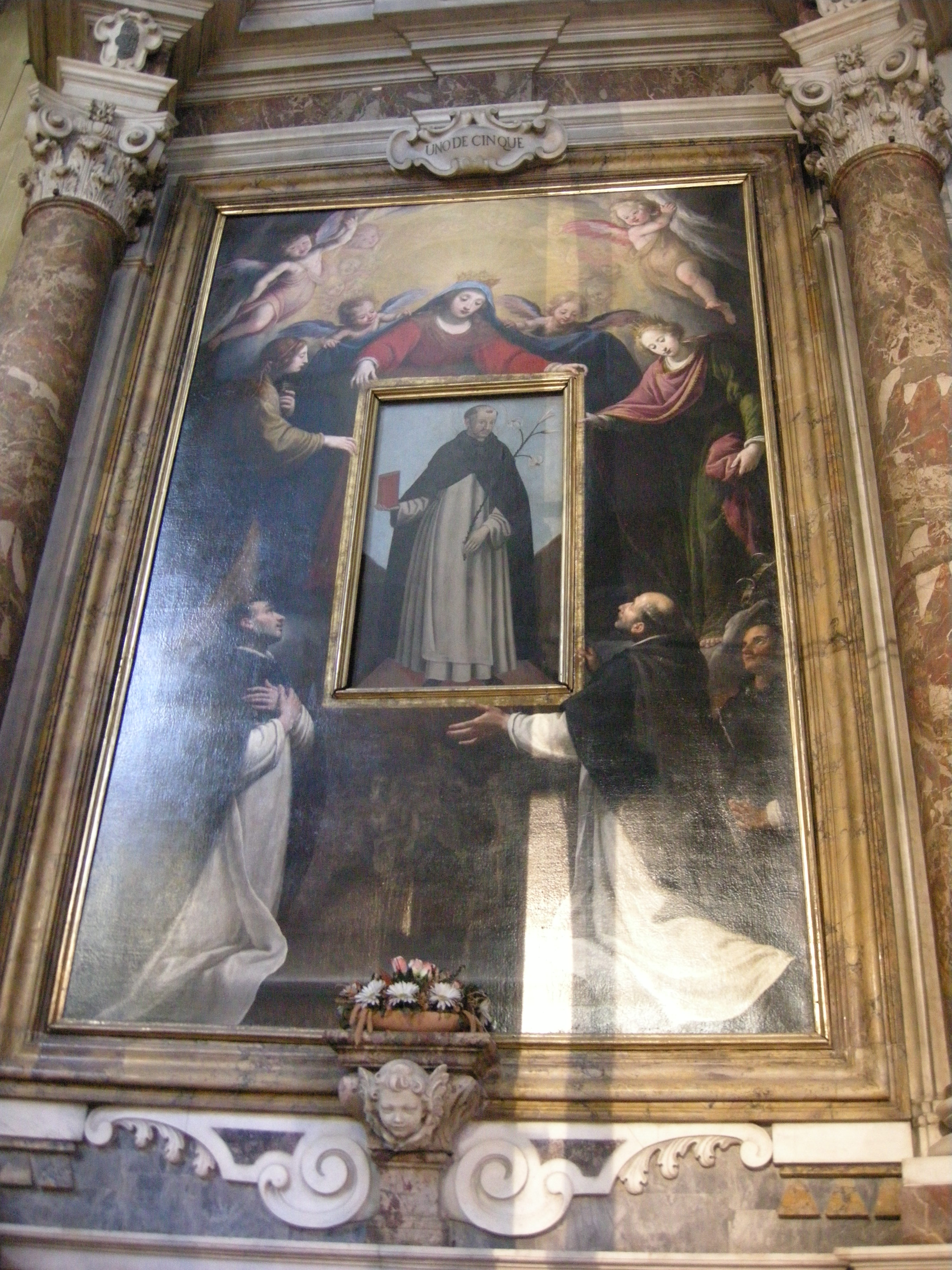
San Domenico Soriano